# Coșești
Coșești è un comune della Romania di 5 502 abitanti, ubicato nel distretto di Argeș, nella regione storica della Muntenia.
Il comune è formato dall'unione di 7 villaggi: Petrești, Coșești, Păcioiu, Jupânești, Leicești, Lăpușani, Priseaca.